# Pseudacanthicus major
Pseudacanthicus major – gatunek słodkowodnej ryby sumokształtnej z rodziny zbrojnikowatych (Loricariidae), jeden z jej największych przedstawicieli.

## Występowanie
Został opisany naukowo w 2018 z Rio Tocantins w Brazylii. Gatunek ten ma ograniczony zasięg występowania i nie jest liczny. P. major przebywa w głównym korycie rzeki, w prądach zwykle umiarkowanych do silnych, w miejscach o różnej głębokości – od płytkich do głębokich na 18 metrów. Miejsca, w których był łowiony zawierają zwykle wiele zanurzonych gałęzi i pni.

## Etymologia
Epitet gatunkowy wywodzi się od łacińskiego słowa major oznaczającego "większy od" –  w aluzji do dużych rozmiarów okazów w porównaniu z innymi gatunkami rodzaju Pseudacanthicus.

## Cechy charakterystyczne
Odróżnia się od kongenerów m.in. ciemnobrązowym ubarwieniem ciała bez wyraźnych deseni, ułożeniem płytek kostnych na powierzchni ciała oraz cechami osteologicznymi. Największy z badanych osobników mierzył 60 cm długości standardowej (SL), co czyni go największym przedstawicielem rodzaju i – obok Acanthicus hystrix – jednym z największych zbrojnikowatych. 

## Znaczenie gospodarcze
Podobnie jak pozostałe Pseudacanthicus sp., również ten gatunek jest znany i sprzedawany w międzynarodowym handlu dla potrzeb akwarystyki. W systemie oznaczania zbrojników nieopisanych naukowo (numeracja L) został rozpoznany pod numerem L186. Nie stwierdzono, aby był rybą konsumpcyjną.